# 茨城県道313号下菅谷停車場線
茨城県道313号下菅谷停車場線（いばらきけんどう313ごう しもすがやていしゃじょうせん）は、茨城県那珂市内を通るかつて存在した県道で、東日本旅客鉄道（JR東日本）水郡線下菅谷駅と接続するための道路である。

## 概要
- 起点：那珂市菅谷（下菅谷駅）[1]
- 終点：那珂市菅谷（国道349号交点）[1]
- 総延長：47 m[2]
- 重用延長：なし[2]
- 未供用延長：なし[2]
- 実延長：47 m[2]
- 自動車交通不能区間延長[注釈 1]：なし[2]

## 歴史
1959年（昭和34年）10月14日、新たな県道として那珂郡那珂町大字菅谷の下菅谷停車場を起点とし、県道水戸常陸太田線（国道349号旧道）交点を終点とする区間を本路線とする県道下菅谷停車場線として茨城県が県道路線認定した。1995年（平成7年）には茨城県道の路線再編に伴い、整理番号313に変更される。那珂市菅谷地内の国道349号旧道と接し、茨城県の県道網を構成する路線の一つであったが、2017年（平成29年）3月23日に接続していた国道349号旧道が那珂市に移管され、同年3月30日付の茨城県告示第401号により県道下菅谷停車場線の路線が廃止された。

### 年表
- 1897年（明治30年）11月16日：下菅谷駅が開業する。
- 1935年（昭和10年）11月29日：現在の路線の前身である下菅谷停車場菅谷線が路線認定される。[3]
- 1959年（昭和34年）10月14日：
  - 現在の路線が路線認定される（図面対象番号276）[4]。
  - 道路の区域は、那珂郡那珂町大字菅谷の下菅谷停車場から那珂郡那珂町大字菅谷の主要地方道水戸常陸太田線（現在は国道349号に昇格）交点までと決定された[1]。
- 1995年（平成7年）3月30日：整理番号が整理番号332から現在の番号（整理番号313）に変更される[5]。
- 2017年（平成29年）
  - 3月23日：終点で接続していた那珂市菅谷地内（下菅谷駅前交差点 - 菅谷中宿交差点）の国道349号旧道が那珂市に移管される[6]。
  - 3月30日：茨城県告示第401号により県道の路線が廃止される[7]。

## 地理

### 通過する自治体
- 茨城県
  - 那珂市

### 沿線
- JR 下菅谷駅